# L'home del vestit blanc
 L'home del vestit blanc  (original: The Man in the White Suit) és una pel·lícula britànica dirigida per Alexander Mackendrick, estrenada el 1951. Ha estat doblada al català.

## Argument
Sydney Stratton (Alec Guinness) és un jove investigador químic. Les seves investigacions el porten per la via d'un descobriment susceptible de revolucionar la indústria tèxtil: el teixit no desgastable i impossible d'embrutar. Per tal de provar el seu descobriment, es fa contractar a les filatures i aconsegueix introduir-se en els serveis de recerca. Gràcies al suport d'Alan Birnley, un industrial gras, el descobriment de Stratton sembla d'entrada ser un èxit. Però els magnats del teixit i els sindicats obrers intenten ben de pressa impedir l'explotació d'un invent del qual no veuen més que una perillosa amenaça per a la seva indústria.
Just en el moment en què Sidney es prepara per lliurar el seu descobriment a la premsa, s'adona que el teixit que ha inventat és inestable i que es disgrega al cap d'algun temps – cosa que soluciona els problemes dels industrials i dels obrers de les filatures. Sidney decideix remetre's al treball per millorar la seva invenció.

## Rebuda
- «L'home del vestit blanc és una pel·lícula absolument formidable. Avui és un petit clàssic, però em recordo del títol de l'Observer d'aquell temps: "Pel·lícula innoble". El crític, que no havia entès res, no s'esperava res més que una bona broma. » Alec Guinness.
- «Una interpretació genial de Guinness » Édouard Waintrop a Libération.
- «Una pel·lícula molt abans d'hora. Algunes seqüències anuncien i igualen els millors èxits de Godard i de Buñuel » Charles Barr, Ealing Studios.[3]

## Repartiment
- Alec Guinness: Sidney Stratton
- Joan Greenwood: Daphne Birnley
- Cecil Parker: Alan Birnley
- Michael Gough: Michael Corland
- Ernest Thesiger: Sir John Kierlaw
- Howard Marion-Crawford: Cranford
- Henry Mollison: Hoskins
- Vida Hope: Bertha
- Patric Doonan: Frank
- Duncan Lamont: Harry

## Nominacions
- 1952: BAFTA a la millor pel·lícula
- 1952: BAFTA a la millor pel·lícula britànica
- 1953: Oscar al millor guió adaptat per Roger MacDougall, John Dighton i Alexander Mackendrick